# حياة البهيمي
حياة البهيمي هو فيلم من نوع كوميديا ودراما ومقتبس ‏ أُصدر في 18 فبراير 1992. الفيلم من توزيع Finnkino ‏، وهو من إخراج وسيناريو أكي كاوريسمكي. الفيلم مقتبسٌ من مشاهد من الحياة البوهيمية من تأليف Henri Murger ‏.

## القصة
تقع أحداث الفيلم في باريس. تبدأ القصة بمارسيل الشاعر والكاتب المسرحي الذي يُطرد من غرفته بعد عجزه عن دفع الإيجار. أثناء تجواله في الشوارع، يلتقي رودولفو، وهو رسام من ألبانيا فقير مثله ومقيم في البلاد بشكل غير قانوني. يكتشفان أنهما يشتركان في حب الفن دون مراعاة لرفاهية العالم. يكوّنان صداقة أخرى مع شونارد، ملحن أيرلندي يستأجر غرفة مارسيل السابقة. يساعد الثلاثة بعضهم البعض على البقاء على قيد الحياة من خلال تقاسم القليل من المال الذي يحصلون عليه من أجل الحفاظ على مستوى معيشي.
يلتقي رودولفو بميمي، فتاة فرنسية فقيرة يقع في حبها. ولكنه يُرحل إلى ألبانيا. لا يتمكن من العودة إلى باريس لمدة ستة أشهر، وبحلول ذلك الوقت تجد ميمي صديقًا آخر. يجمع رودولفو ومارسيل وشونارد طعامهم ويتشاركون وجبة للاحتفال بعيد القديسين. تظهر ميمي وتخبر رودولفو أنها تركت صديقها لتكون معه، لكنها مريضة وستموت في الربيع التالي.

## طاقم التمثيل
- Anssi Tikanmäki  [لغات أخرى]‏
- Sanna Fransman  [لغات أخرى]‏
- ماتي بيلونبا
- Jacques Cheuiche ‏
- صامويل فولر
- André Penvern  [لغات أخرى]‏
- جان بيير لو
- كريستين موريللو  [لغات أخرى]‏
- Dominique Marcas [الإنجليزية]‏
- Fabienne Vonier  [لغات أخرى]‏
- جان بول فينتسل
- مارك باربي
- تيمو سالمينين [الإنجليزية]‏
- Philippe Dormoy  [لغات أخرى]‏
- ايفلين ديدي [الإنجليزية]‏
- كينيث كولي
- أندريه يلمز
- لايكا
- لويس مال
- Kari Väänänen [الإنجليزية]‏

## وصلات خارجية
- حياة البهيمي على موقع IMDb (الإنجليزية)
- حياة البهيمي على موقع روتن توميتوز (الإنجليزية)
- حياة البهيمي على موقع ألو سيني (الفرنسية)
- حياة البهيمي على موقع Turner Classic Movies (الإنجليزية)
- حياة البهيمي على موقع أول موفي (الإنجليزية)
- حياة البهيمي على موقع فيلمافينيتي (الإسبانية)
- حياة البهيمي على موقع قاعدة بيانات الأفلام السويدية (السويدية)
- حياة البهيمي على موقع قاعدة بيانات الفيلم (الإنجليزية)
- حياة البهيمي على موقع ليتربوكسد (الإنجليزية)
- حياة البهيمي على موقع كينوبويسك (الروسية)